# Subregija
Subregija je koncepcijska jedinica koja proizlazi iz veće regije ili kontinenta i obično se temelji na položaju. Za definiranje subregije koriste se kardinalni smjerovi: sjever, jug, istok, zapad.

## Subregije po kontinentima
Ovdje se nalaze nekoliko primjera subregija razvrstanih po kontinentima:

### Afrika
- po UN subregijama:
  - Sjeverna Afrika
  - Zapadna Afrika
  - Srednja Afrika
  - Istočna Afrika
  - Južna Afrika
- po geografiji:
  - Sjeverna Afrika
    - Magreb

  - Subsaharska Afrika
    - Zapadna Afrika (Afrička udubina)
    - Istočna Afrika (Afrički rog)
    - Srednja Afrika
    - Južna Afrika

### Amerika
- vidi i: Amerika (terminologija)

#### Sjeverna Amerika
- po UN subregijama:
  - Sjeverna Amerika
  - Srednja Amerika
  - Karibi
- po geografiji:
  - Kanadski Arktik
  - Velika zavala
  - Velika nizina
  - Velika jezera
  - Veliki Antili
  - Mali Antili
- po geologiji:
  - Kanadski štit
  - Sjevernoamerički kraton
  - Ropski kraton
  - Gornji kraton
  - Wyominški kraton

#### Južna Amerika
- po geografiji:
  - Altiplano
  - Amazonska zavala
  - Ande
  - Karipska Južna Amerika
  - Gran Chaco
  - Gvajana
  - Pampa
  - Pantanal
  - Patagonija
- po ekonomiji (Južnoamerička zajednica naroda):
  - Andska zajednica
  - Mercosur

### Euroazija

#### Azija
- po UN subregijama:
  - Zapadna Azija
  - Srednja Azija
  - Južna Azija
  - Istočna Azija
  - Jugoistočna Azija

- po geografiji:
  - Srednja Azija
  - Zapadna Azija (ili Srednji istok) 
    - Zaljevske države
    - Bliski istok
    - Anatolija
    - Kavkaz
    - Arapski poluotok
    - Levant
    - Kurdistan

  - Sjeverna Azija (vidi Sibir)
  - Istočna Azija
  - Južna Azija ili Indijski potkontinent
    - Bengal
    - Himalajske države

  - Jugoistočna Azija
    - Primorska
    - Kopnena
    - Indokina

#### Europa
- po UN subregijama:
  - Zapadna Europa
  - Sjeverna Europa
  - Južna Europa
  - Istočna Europa
- po poluotocima:
  - Apeninski poluotok
  - Balkanski poluotok
  - Iberski poluotok
  - Skandinavski poluotok
- po ostalim grupiranjima:
  - Baltičke države
  - Beneluks ili Niže zemlje
  - Britanski otoci
  - Srednja Europa
  - Nordijske države
  - Visegradska grupa

### Oceanija
- Australazija ili Australija
- Melanezija
- Mikronezija
- Polinezija

## Više informacija
- Kontinent za definicije velikih kopnenih masa poput Afroeuroazije.
- Subkontinent
- Superkontinent

## Vanjske poveznice
- UN-ovo grupiranje na kontinente i subregije
- UN Group of Experts on Geographical Names (Grupa eksperata UN-a o geografskim imenima)
- UN subregije koje koristi GeoHive  Arhivirana inačica izvorne stranice od 18. srpnja 2007. (Wayback Machine)